# David and Lucile Packard Foundation
Die David and Lucile Packard Foundation ist eine 1964 von David Packard (Mitgründer von HP) und dessen Frau Lucile gegründete Stiftung. Sie hat ihren Sitz in Los Altos, Kalifornien, und verfügte im März 2009 über ein Stiftungsvermögen von 4,2 Milliarden US-Dollar.
Die Stiftung unterstützt Non-Profit-Organisationen hauptsächlich aus den Bereichen: „Conservation and Science, Population, and Children, Families, and Communities“, so z. B. die Organisation Ekō.